# 永和 (闽)
永和（935年2月6日—936年3月或4月）是閩惠宗王延钧的年号，共计2年。元年十月闽康宗王繼鵬即位沿用。

## 改元
- 龍啟三年——正月初一（935年2月6日），閩國改元永和。十月十九，閩惠宗被殺。十月二十，次子康宗王繼鵬繼位[3][4][5]。该年，閩惠宗铸“永和通宝”[6]。
- 永和二年——三月（936年3月26日－4月23日），閩國改元通文。[7][8][9]

## 紀年對照表
| 永和 | 元年  | 二年  |
| ---- | ----- | ----- |
| 公元 | 935年 | 936年 |
| 干支 | 乙未  | 丙申  |

## 同期存在的其他政权年号
- 中國
  - 清泰（934年－936）：後唐—李從珂之年號
  - 大和（929年－935年）：吳—楊溥之年號
  - 天祚（935年－937年）：吳—楊溥之年號
  - 大有（928年－942年）：南漢—劉龑之年號
  - 明德（934年－937年）：後蜀—孟知祥之年號
  - 大明（931年－937年）：大義寧—楊干真之年號
  - 天顯（926年－938年）：契丹—耶律阿保機、耶律德光之年號
  - 甘露（926年－936年）：東丹—耶律倍之年號
  - 同慶（912年－966年）：于闐—尉遲烏僧波之年號
- 日本
  - 承平（931年－938年）：朱雀天皇之年号

## 參看
- 中國年號索引
- 其他政权使用的永和年号

## 深入閱讀
- 李崇智. . 北京: 中華書局. 2004年12月. ISBN 7101025129.
- 鄧洪波. . 臺北: 國立臺灣大學東亞經典與文化研究計劃. 2005年3月  [2022-01-03]. ISBN 9789860005189. （原始内容 (pdf)存档于2007-08-25）.

| 前一年號： 龙启 | 闽年号 935年2月6日－936年3月或4月 | 下一年號： 通文 |